# Kurt Berndt (Fußballspieler)
Kurt Berndt (Berndt II; * 11. August 1928 in Kaiserslautern; † 8. April 2020) war ein deutscher Fußballspieler und -trainer. Er war der Sohn von Karl Berndt (1898–1979) und Bruder von Werner Berndt (Berndt I, 1927–2014).

## Biographie
Kurt Berndt spielte von Jugend an beim 1. FC Kaiserslautern. Mit dem Ende des Zweiten Weltkriegs wurde „Knopp(che)“ in die erste Mannschaft des 1. FC Kaiserslautern berufen, kam in den folgenden fünf Spielzeiten allerdings lediglich auf 26 Einsätze (ein Treffer) in der Oberliga Südwest. In den Jahren 1947 und 1948 gewannen die „Roten Teufel“ die französische Zonenmeisterschaft und entschieden in den Jahren 1949 und 1950 die südwestdeutsche Meisterschaft für sich, im August 1948 wurde die Mannschaft deutscher Vizemeister. Einsätze in den Endrunden um die deutsche Meisterschaft absolvierte Berndt nicht. Seit der Saison 1951/52 war Berndt für den Lokalrivalen und Ligakonkurrenten VfR Kaiserslautern vor allem als Außen- und Mittelläufer, aber auch als Stürmer aktiv. Die Mannschaft vom Erbsenberg platzierte sich in dieser Zeit regelmäßig im unteren Mittelfeld der Tabelle, 1958 erfolgte der erstmalige Abstieg in die II. Division mit direktem Wiederauf- und anschließendem Abstieg. In den acht Oberligaspielzeiten für den VfR absolvierte Berndt insgesamt 176 Spiele und erzielte neun Treffer.
Zwischen 1958 und 1968 trainierte Berndt den FK Clausen aus der fünftklassigen A-Klasse Süd. Seit dem Gewinn der Klassenmeisterschaft und erfolgreichen Aufstiegsspielen 1960 trat die Mannschaft in der 2. Amateurliga Westpfalz an, in der Spielzeit 1965/66 gelang dem FK Clausen mit siebzehn Siegen und fünf Unentschieden bei acht Niederlagen auch hier der Meisterschaftsgewinn. Bei den anschließenden Aufstiegsspielen setzte sich die von Berndt trainierte Mannschaft knapp gegen Arminia Rheingönheim, Bavaria Ebernburg und Ostova Osthofen durch. In der 1. Amateurliga Südwest 1966/67 belegte man den 13. Rang und ließ fünf Teams hinter sich. Auch in die folgende Spielzeit startete Clausen mit guten Ergebnissen, stieg am Saisonende unter anderem wegen einer Vielzahl verletzungsbedingter Spielerausfälle als Tabellenletzter aus der Drittklassigkeit ab. Daraufhin verließ Berndt den Verein, führte den FC Rodalben 1969 in die 1. Amateurliga und bewahrte den VfR Kaiserslautern 1970 vor dem Abstieg in die 2. Amateurliga.
Berndt arbeitete als kaufmännischer Angestellter zunächst bei der Brauerei Bender, später bei der Bayerischen Brauerei Kaiserslautern.